# Klaus Strunk
Klaus Strunk  (* 22. August 1930 in Düsseldorf; † 7. September 2018) war ein deutscher Indogermanist. Strunk war Professor an den Universitäten des Saarlandes und an der Universität München.

## Leben
Klaus Strunk absolvierte im Jahr 1950 sein Abitur in Düsseldorf. Von 1950 bis 1957 studierte er Vergleichende Sprachwissenschaft, Griechisch und Latein an der Universität zu Köln, und Indologie und Baltologie an der Universität Bonn. Im Jahr 1957 promovierte Strunk im Fach Vergleichende Sprachwissenschaft mit den Nebenfächern Griechisch und Latein über „Die sogenannten Äolismen der homerischen Sprache“ in Köln.
1957 war er kurzzeitig wissenschaftlicher Mitarbeiter am Lexikon des frühgriechischen Epos in Hamburg; im gleichen Jahr wurde er bis 1959 Assistent für Klassische Philologie wiederum an der Universität zu Köln. 1958 absolvierte er das 1. Staatsexamen für Griechisch und Latein, 1965 habilitierte er sich in Köln im Fach Vergleichende Sprachwissenschaft über „Nasalpräsentien und Aoriste“ bei Hansjakob Seiler. Von 1965 bis 1967 war er Dozent für Vergleichende Sprachwissenschaft an der Universität zu Köln und vertrat an der Universität des Saarlandes zugleich den Lehrstuhl für Vergleichende Sprachwissenschaft und Indo-Iranistik. 1967 wurde er dann zum ordentlichen Professor für Vergleichende Indogermanische Sprachwissenschaft und Indo-Iranistik an die Universität des Saarlandes berufen, was er bis 1977 blieb.
Von 1977 bis zu seiner Emeritierung 1999 war Strunk ordentlicher Professor für „Allgemeine und Indogermanische Sprachwissenschaft“ an der Universität München.

## Mitgliedschaften
- 1978 gewähltes Mitglied der Société de Linguistique de Paris
- 1979 ordentliches Mitglied der Bayerischen Akademie der Wissenschaften

## Ämter in der akademischen Selbstverwaltung in Fachgesellschaften (Auswahl)
- 1969–1983 Mitglied des Vorstands der Indogermanischen Gesellschaft
- 1983–1992 Vorsitzender des Vorstands der Indogermanischen Gesellschaft
- 1985–1987 Dekan der Fakultät 13 an der LMU
- 1987–1992 Mitglied des Verlagsausschusses der Deutschen Forschungsgemeinschaft (DFG)
- 1988–1992 (und wieder seit 1996) Fachgutachter für historisch-vergleichende Sprachwissenschaft bei der DFG
- Seit 1989 Sekretär der Philosophisch-historischen Klasse und Vorstandsmitglied der Bayerischen Akademie der Wissenschaften
- Seit 1992 gewähltes Mitglied der Philological Society, London

## Schriften
- mit K. T. Schmidt: Toch. B kwipe ‚Scham, Schande‘, A kip ‚Scham‘, und germ. *wīƀa ‚Weib‘. In: Karin Heller, Oswald Panagl und Johann Tischler (Hrsg.): Indogermanica Europaea. Festschrift für Wolfgang Meid zum 60. Geburtstag am 12. 11. 1989. Institut für Sprachwissenschaft der Universität Graz, Graz 1989, S. 251–284.
- ‘Vorgriechisch’/‘Pelasgisch’: Neue Erwägungen zu einer älteren Substrathypothese. In: Alfred Bammesberger, Theo Vennemann (Hrsg.): Languages in Prehistoric Europe. Carl Winter, Heidelberg 2003, S. 85–98.

## Festschrift
- Heinrich Hettrich (Hrsg.): Verba et structurae. Festschrift für Klaus Strunk zum 65. Geburtstag (= Innsbrucker Beiträge zur Sprachwissenschaft Bd. 83). Institut für Sprachwissenschaft, Innsbruck 1995, ISBN 3-85124-653-5.